# Bulbine mesembryanthemoides
Bulbine mesembryanthemoides là một loài thực vật có hoa trong họ Thích diệp thụ. Loài này được Haw. miêu tả khoa học đầu tiên năm 1825.